# Averroes

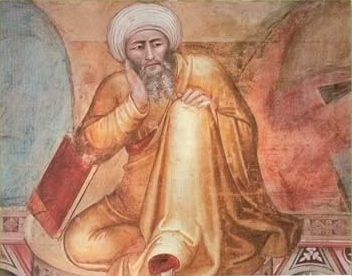
Op een fresco van Andrea Bonaiuto

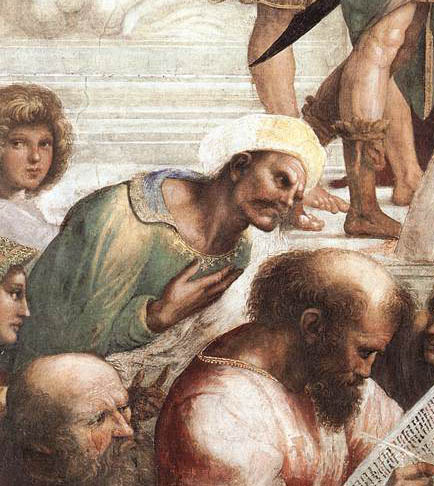
Close-up van een fresco van Raphael

Abū 'l-Walīd Muḥammad ibn Aḥmad ibn Rushd (Arabisch أبو الوليد محمد بن أحمد ابن رشد), beter bekend als Ibn Rushd (Arabisch ابن رشد) of als Averroes (Córdoba (Spanje), 1126 – Marrakesh (Marokko), 10 december 1198) was een islamitische jurist, arts en filosoof. Van de islamitische geleerden was hij de grootste kenner van de filosofie van Aristoteles.
Averroes was niet alleen de Aristoteles-commentator bij uitstek, maar toonde zich een ware uomo universale. Hij was een meester in islamitische filosofie, theologie, het Maliki recht, de islamitische jurisprudentie, logica, psychologie en politiek. Hij was ook onderlegd in Arabische muziektheorie, geneeskunde, astronomie, geografie, wiskunde, fysica en hemelmechanica. Zijn filosofische en religieuze school staat bekend als averroïsme. Door sommigen werd hij beschreven als de grondlegger van het secularistisch gedachtegoed in West-Europa en als "een van de spirituele vaders van Europa."

## Biografie
Averroes kwam uit een familie van Maliki rechtsgeleerden; zijn grootvader Abdul-Walid Muhammad (overl. 1126) was de belangrijkste rechter van Córdoba onder de Almoraviden. Zijn vader, Abdul-Qasim Ahmad, nam dezelfde positie in tot de komst van de Almohaden-dynastie in 1146.
Ibn Tufail ("Abubacer" in het Westen) introduceerde Averroes aan het hof en aan Avenzoar (Ibn Zuhr), de grote moslimarts. Ze werden vrienden. In 1160 werd Averroes tot qadi van Sevilla benoemd. Daarna was hij in dienst van vele hoven, te Sevilla, Córdoba en in Marokko.
Hij schreef commentaren op de Griekse filosoof Aristoteles en een medische encyclopedie. Jacob Anatoli vertaalde zijn werken uit het Arabisch in het Hebreeuws in de jaren na 1200.
Zijn belangrijkste filosofisch werk was Tahafut al-Tahafut, "Wartaal van de Verwarden", waarin hij de werken van Hamid Al-Ghazali weerlegde, die "Tahafut al-falasifa", "Wartaal van de Filosofen" heeft geschreven, waarin Al-Ghazali kritiek had geleverd op de filosofie. In een ander werk, "Fasl al-Maqaal" ('De Definitieve Verhandeling'), behandelde hij expliciet datgene wat in Ghazali's ogen een tegenstrijdigheid tussen de openbaringen van de profeet en de conclusies van de filosofen was geweest. Filosofische activiteit was wel degelijk geoorloofd zo stelde hij, en vond zijn rechtvaardiging in de Koran.
Averroes' rationalistische filosofie botste met de orthodoxe visie van de Almohaden Kalief Yaqub al-Mansur, die hem aangesteld had als zijn lijfarts maar hem uiteindelijk verbande uit Marokko en zijn werken verbood. Door sommige historici wordt wel eens beweerd dat zijn werk verboden werd omdat hij naar de Almohaden koning, zijn werkgever, verwees als 'koning van de Berbers'. De Arabisch term 'Albarbar', oftewel Berbers, is een term die verwant is aan het Griekse 'barbaar' en beschouwd kon worden als zijnde beledigend.
Veel van zijn werken in de logica en metafysica zijn permanent verloren gegaan als gevolg van censuur.

## Filosofie
Averroes probeerde het systeem van Aristoteles met de leer van de islam in overeenstemming te brengen. Volgens Averroes is er geen conflict tussen godsdienst en filosofie. Hij was van mening dat men de waarheid op twee verschillende manieren kan bereiken, door middel van filosofie of godsdienst. Hij geloofde onder meer in de eeuwigheid van het heelal.

## Betekenis

Colliget

Het werk van Averoes lijkt geen verstrekkende en blijvende invloed op het latere islamitische denken te hebben gehad, maar de vertalingen in het Latijn van sommige werken zouden wel een diepgaande invloed op de Westers-Christelijke filosofie krijgen.
Averroes is het beroemdst door zijn commentaren op de werken van Aristoteles, die in het Westen nauwelijks of niet meer voorhanden waren. Voor 1150 waren er slechts een paar vertaalde werken van Aristoteles in Latijns Europa beschikbaar. Dankzij de Latijnse vertalingen van werken van Aristoteles in de 12e eeuw kreeg het Westen de werken terug.
Het werk van Averroes aangaande Aristoteles overspant bijna drie decennia. Hij schreef commentaren op bijna al het werk van Aristoteles behalve diens Politica. De Hebreeuwse vertalingen van zijn werk hadden ook een duurzame invloed op de Joodse filosofie. De ideeën van Averroes werden geassimileerd door Zeger van Brabant en anderen (vooral aan de universiteit van Parijs) binnen de christelijke scholastieke traditie die gedeeltelijk op de logica van Aristoteles was gebaseerd. Thomas van Aquino werd door sommige ideeën van Averroës beïnvloed (en zette zich als gevolg daarvan tegen hem af wat onder andere blijkt uit zijn traktaat: "De unitate intellectus contra Averroistas "). Met name in zijn Summa contra gentiles blijkt dat Thomas bekend was met Averroes' werken. In het westers Christendom werden veel van Averroes' ideeën echter als ketters en ongepast gezien. Zijn werken werden dan ook tijdens het Vijfde Lateraanse Concilie verboden. Averroes zorgde vooral via commentaren dat deelaspecten van Aristoles filosofie en zijn interpretatie in het Westen bekend werden. De veel minder bekende Willem van Moerbeke die voor een rechtstreeks vertaling van Aristoles' oeuvre uit het Grieks zorgde is hierdoor van grote invloed voor de hernieuwde kennis van Aristoles van belang.  
Averroes schreef ook commentaren op werken van Plato. De originele Arabische tekst van zijn commentaar op Plato's De Staat is verloren gegaan, maar er zijn wel een aantal manuscripten van een Hebreeuwse vertaling door Samuel ben Yehuda van Marseille bewaard gebleven, alsmede een in de 16e eeuw in druk uitgegeven Latijnse vertaling door Jacob Mantinus van Tortosa.